# Гизис, Николаос

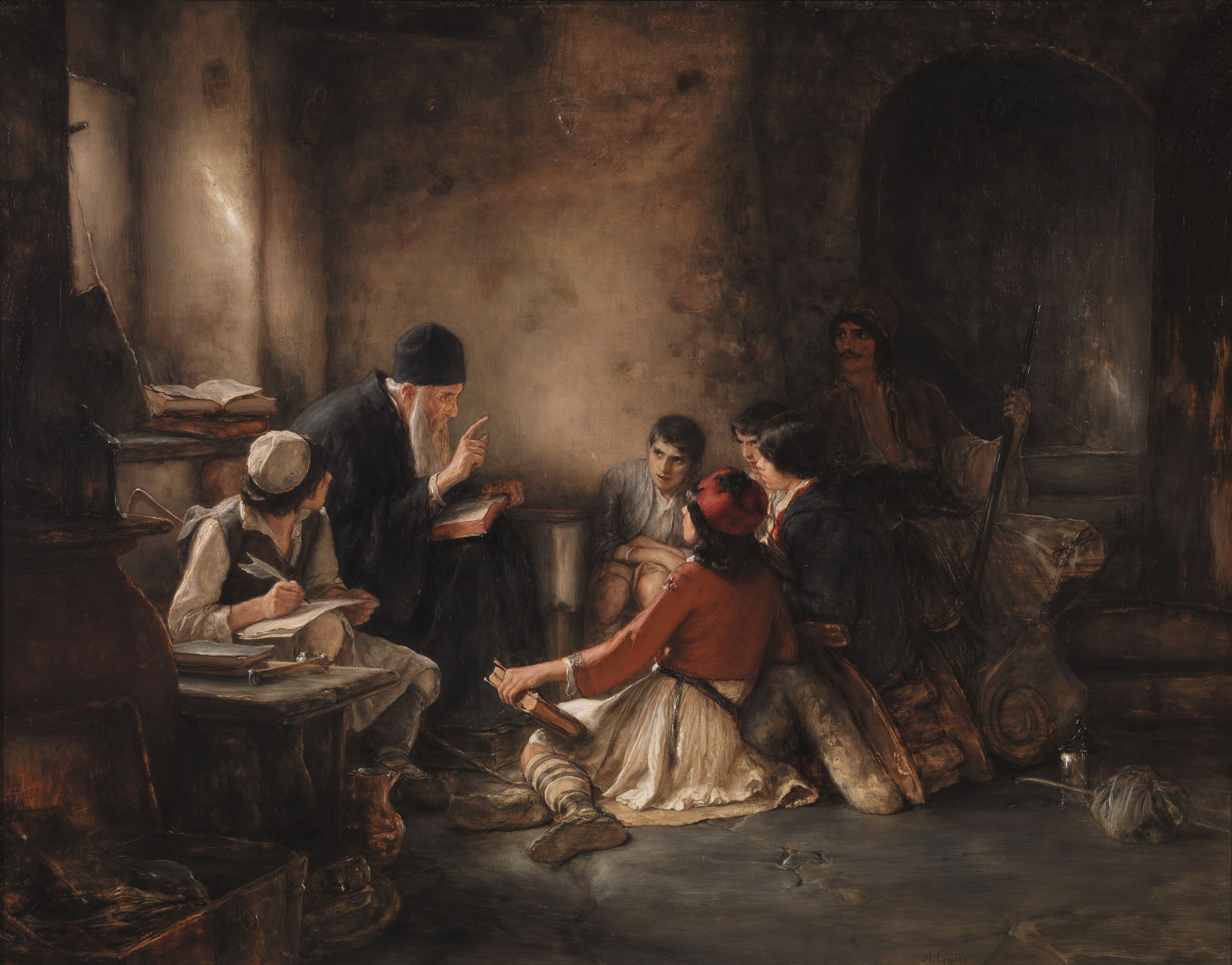
Н. Гизис Тайная школа

Николаос Гизис (греч. Νικόλαος Γύζης; 1 марта 1842, Склавохорио, остров Тинос — 4 января 1901, Мюнхен) — один из наиболее известных греческих художников XIX столетия. Живописец и график академического направления.

## Биография
Николаос Гизис родился в семье столяра. Вначале учился в Политехнейоне (первые 4 года неофициально в связи с малолетством, с 1854 года — официально). В 1865 году Гизис получил монастырскую стипендию и поехал в Мюнхен с целью продолжить образование в Академии изобразительных искусств, считавшейся во второй половине XIX века одной из лучших в Европе. 1 июня 1865 года началось его путешествие в Мюнхен через Тинос, Сиру, Триест, Вену и Зальцбург. В октябре 1865-го он был принят в класс древностей Германа Аншютца в Академии. В 1869 году в Мюнхен для участия в международной выставке приехал Гюстав Курбе, и Гизис познакомился с выдающимся представителем современной ему французской живописи.
В 1872 году художник вернулся в Грецию, жил в Афинах, где его принимали как признанного мастера. В 1873 году он с другом совершил путешествие в Малую Азию, после чего опять поехал в Мюнхен, где с 1882 года и до своей кончины преподавал в Академии. Гизис ещё дважды посещал родину, однако его постоянным местом жительства остался Мюнхен. В 1878 году он завоевал медаль третьей степени на парижской Всемирной выставке за картину «Обручение детей в Греции». В 1888 году Н. Гизису было присвоено звание профессора Академии изобразительных искусств. Его учениками были известные художники Стеван Алексич, Октав Бенчиле, Штефан Попеску, Николаос Вокос,  Людек Марольд, Станислав Матцке и Талия Флора-Каравиа.
Гизис писал пейзажи, натюрморты, портреты, плакаты, создавал книжные иллюстрации и карикатуры, писал картины на мифологические, исторические, религиозные темы и аллегорические сюжеты. Но более всего Н. Гизис известен как мастер живописи бытового жанра мюнхенской школы греческой живописи. Работы художника пользовались спросом не только в Германии, но и в США, Англии, Греции.
Изображение с картины Н. Гизиса «Тайная школа» было помещено на греческую банкноту достоинством в 200 драхм выпуска 1996—2001 годов.

## Галерея

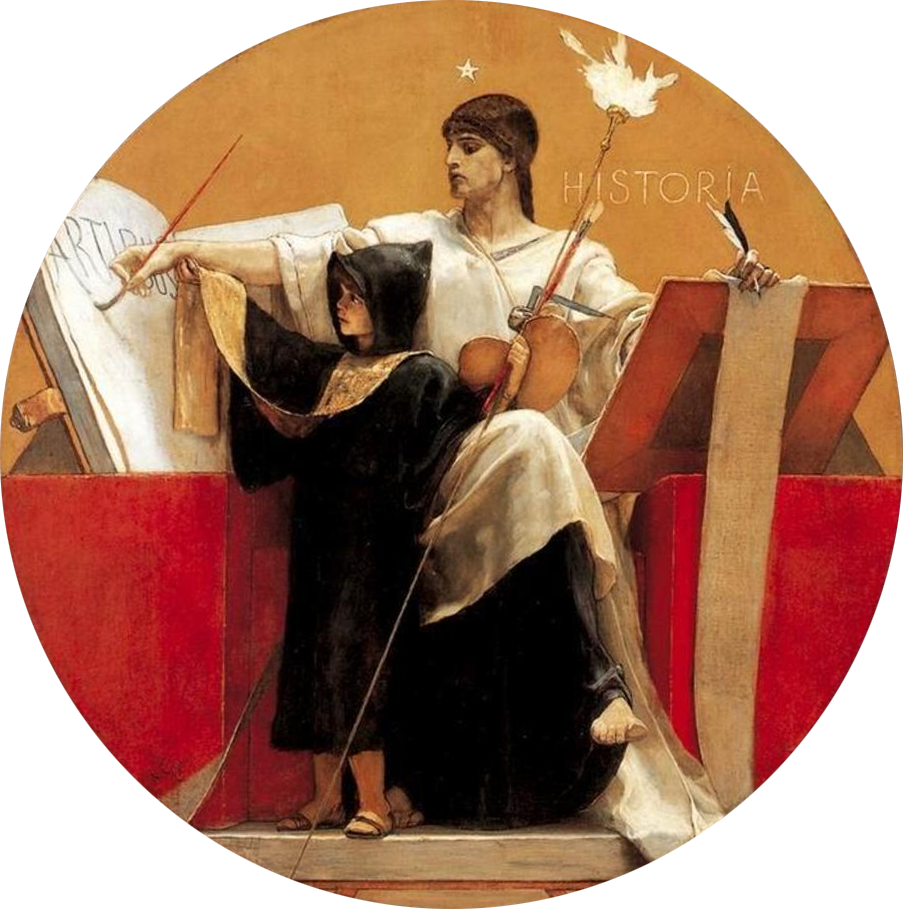
Ηistoria (1892)
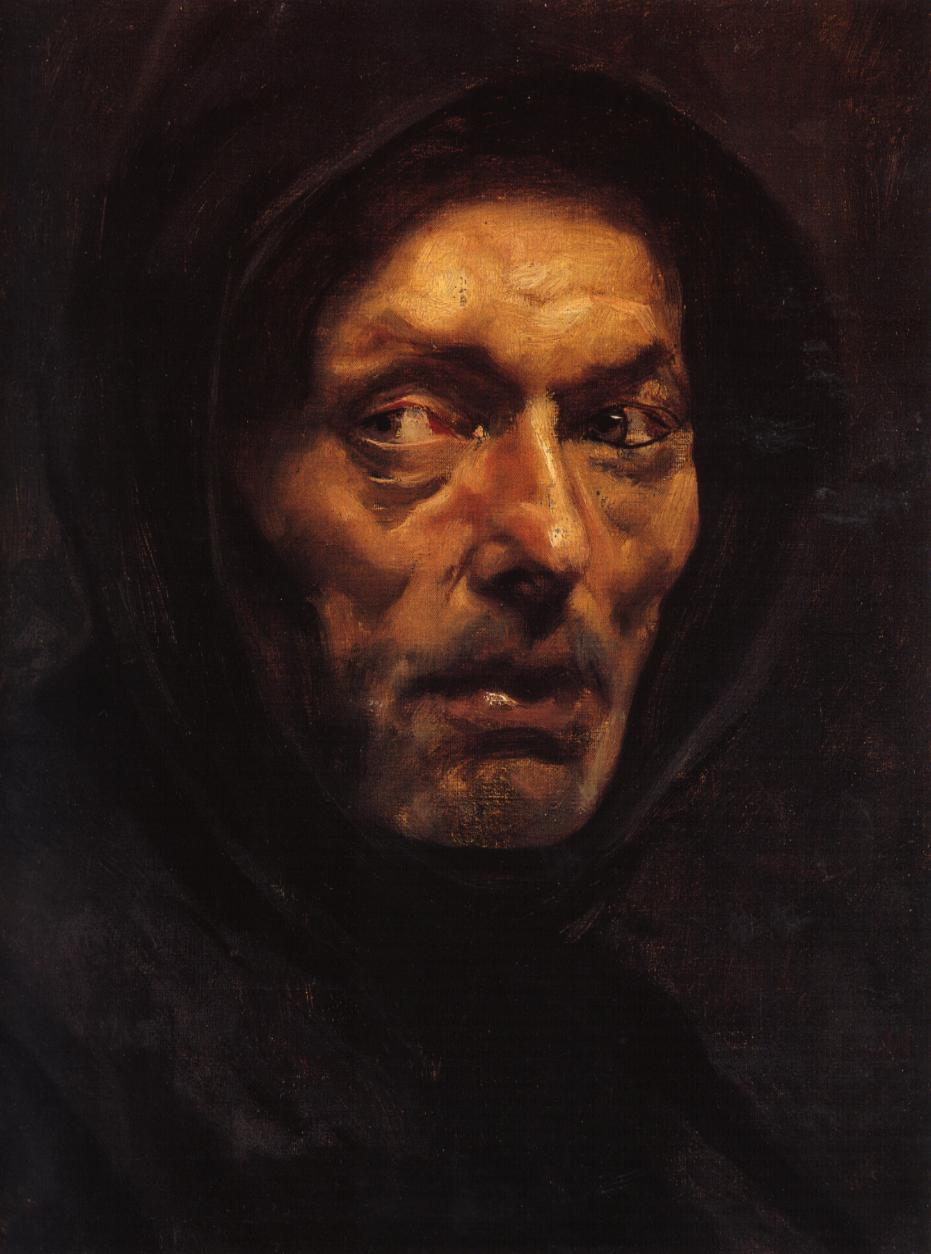
Capuchin monk
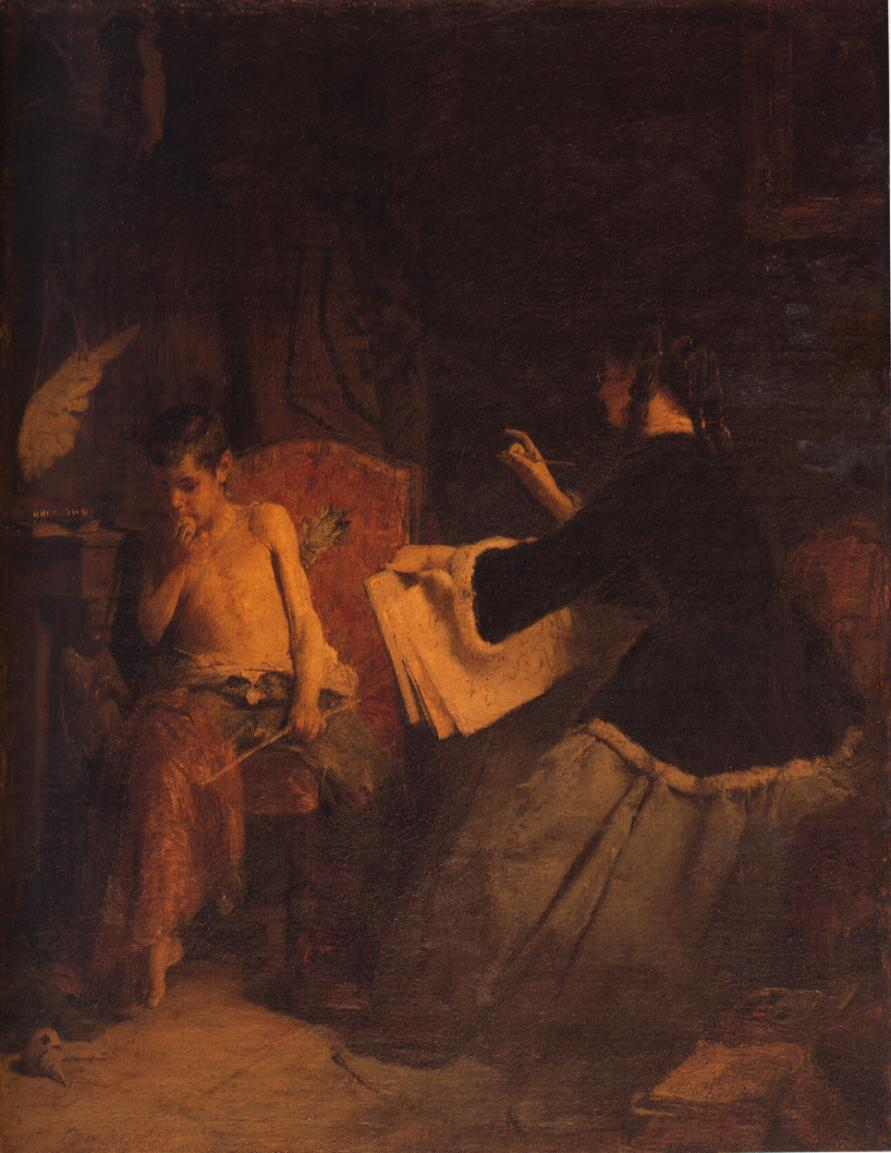
Eros and the Painter
Learning by Heart
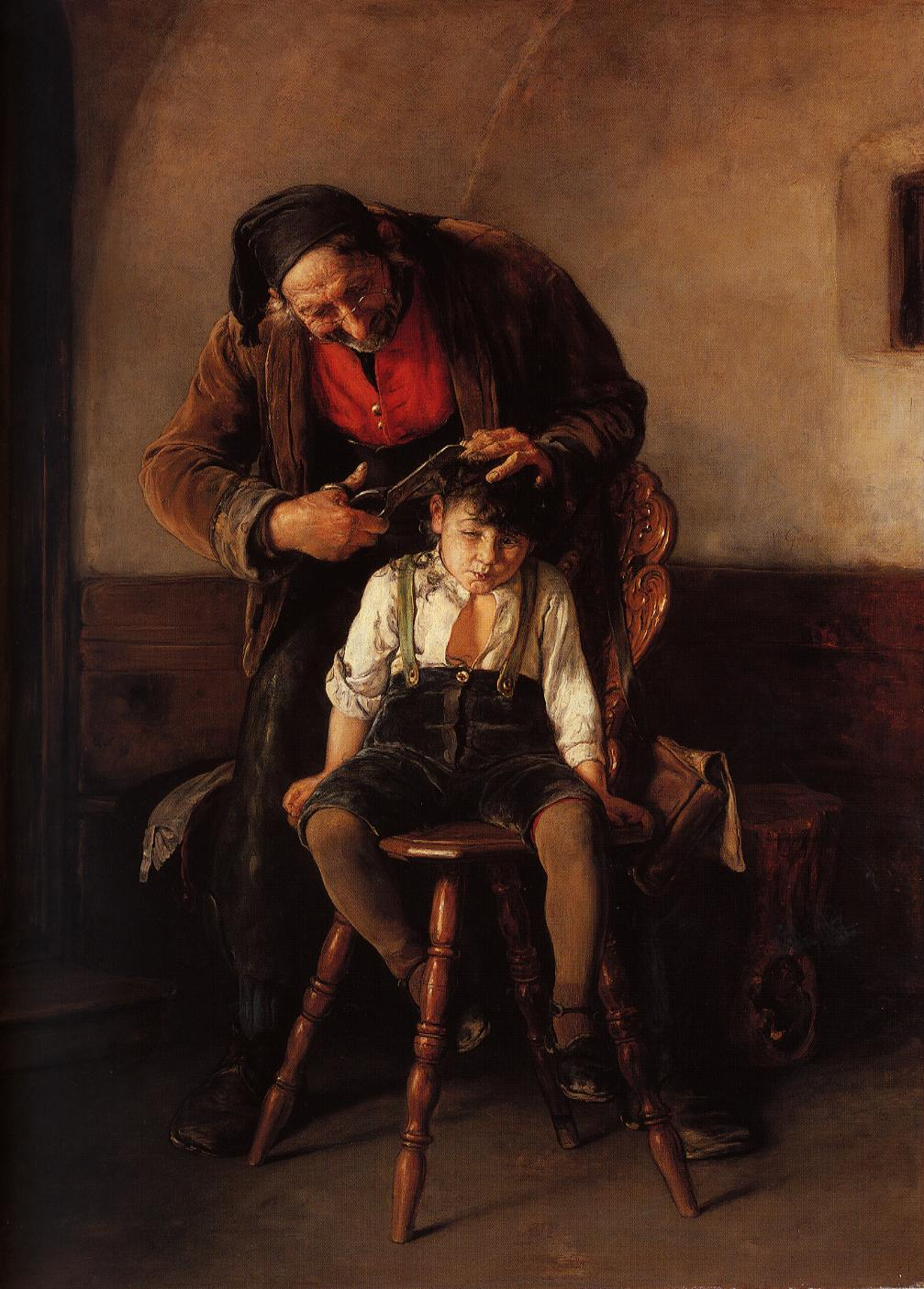
The Barber (1880)
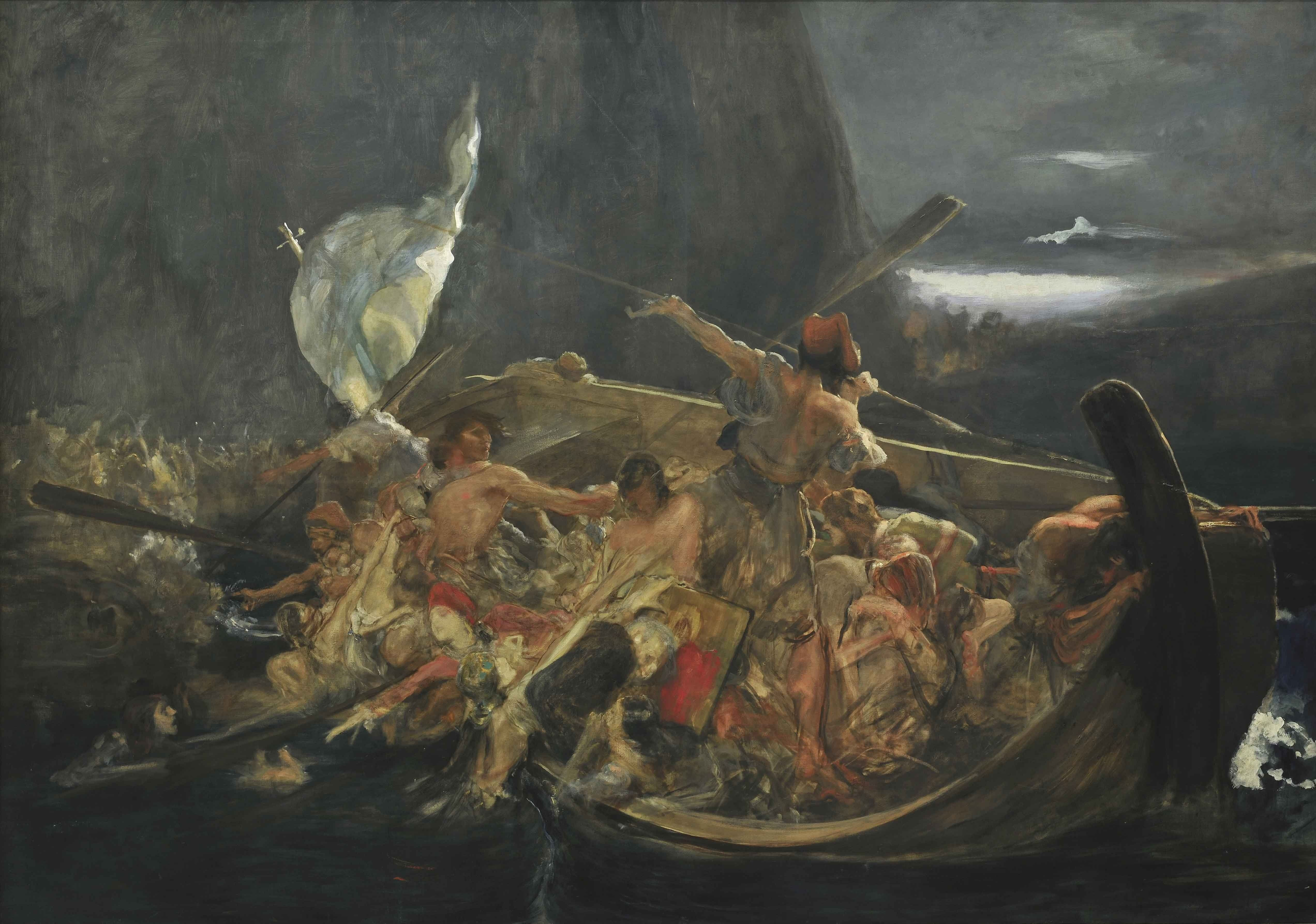
After the destruction of Psara
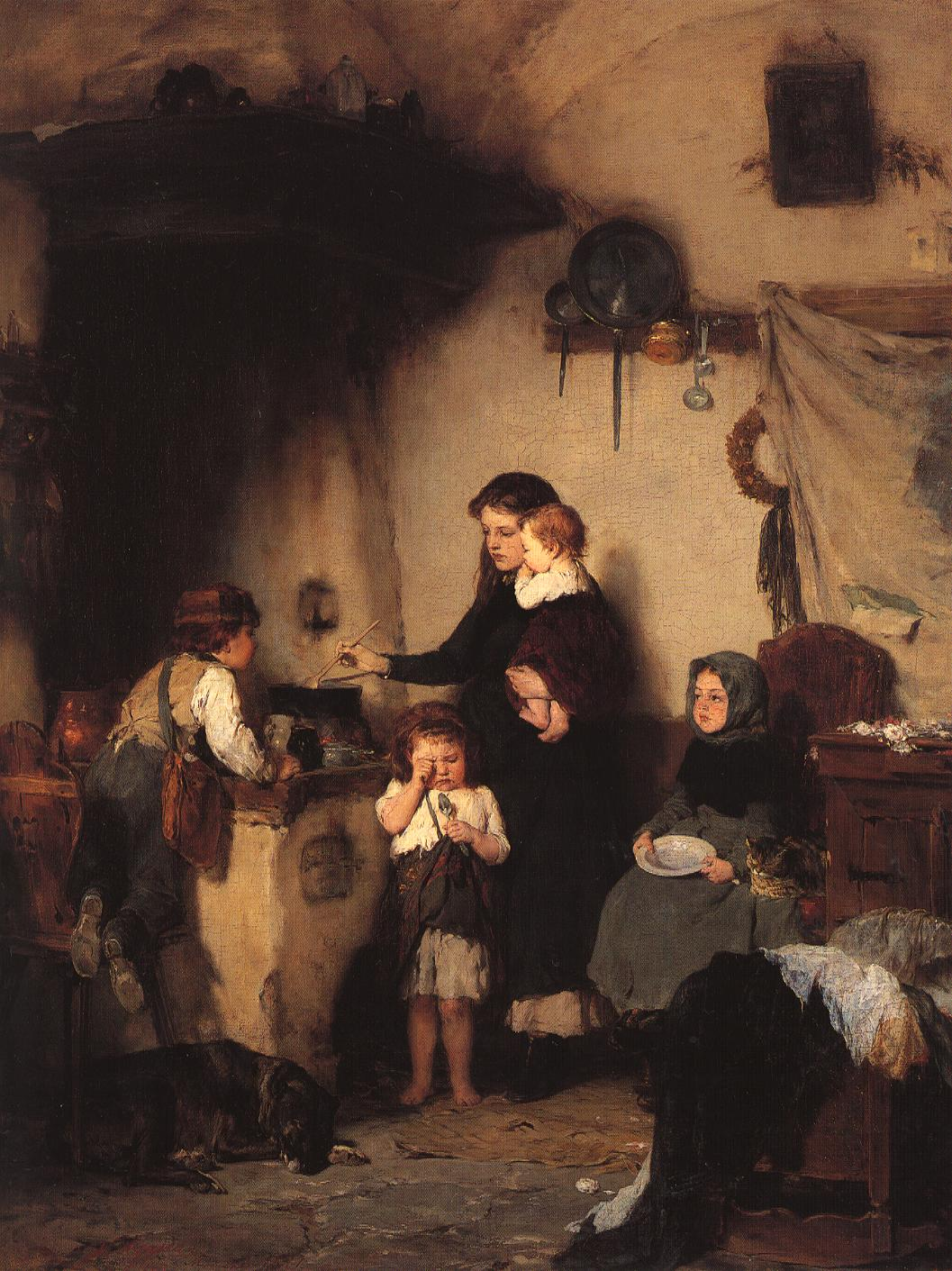
The orphans
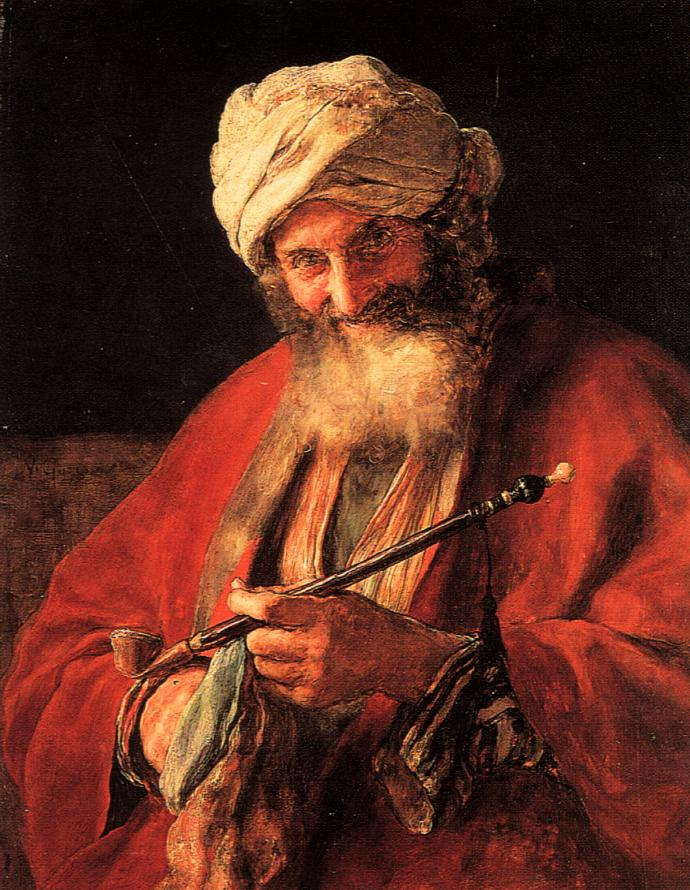
Oriental man with pipe
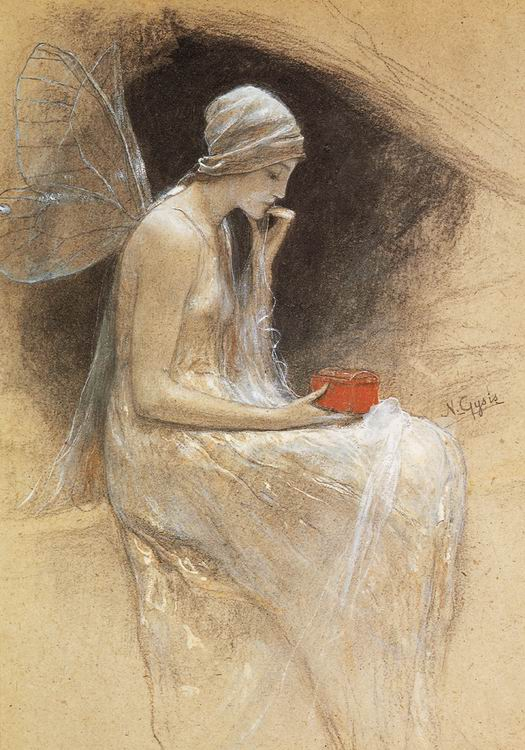
Artist's psyche
Oriental Warrior
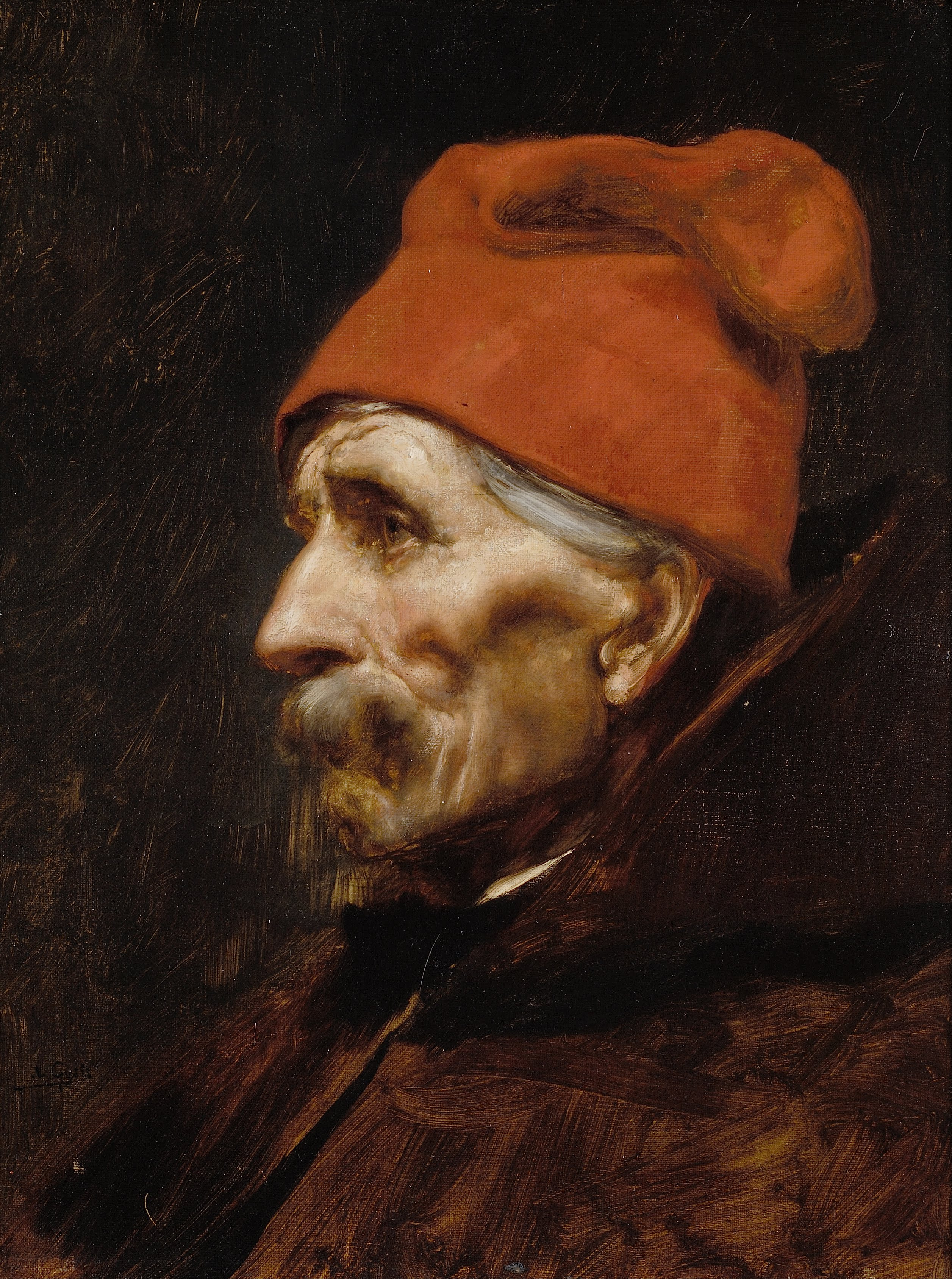
Old man wearing a red fez
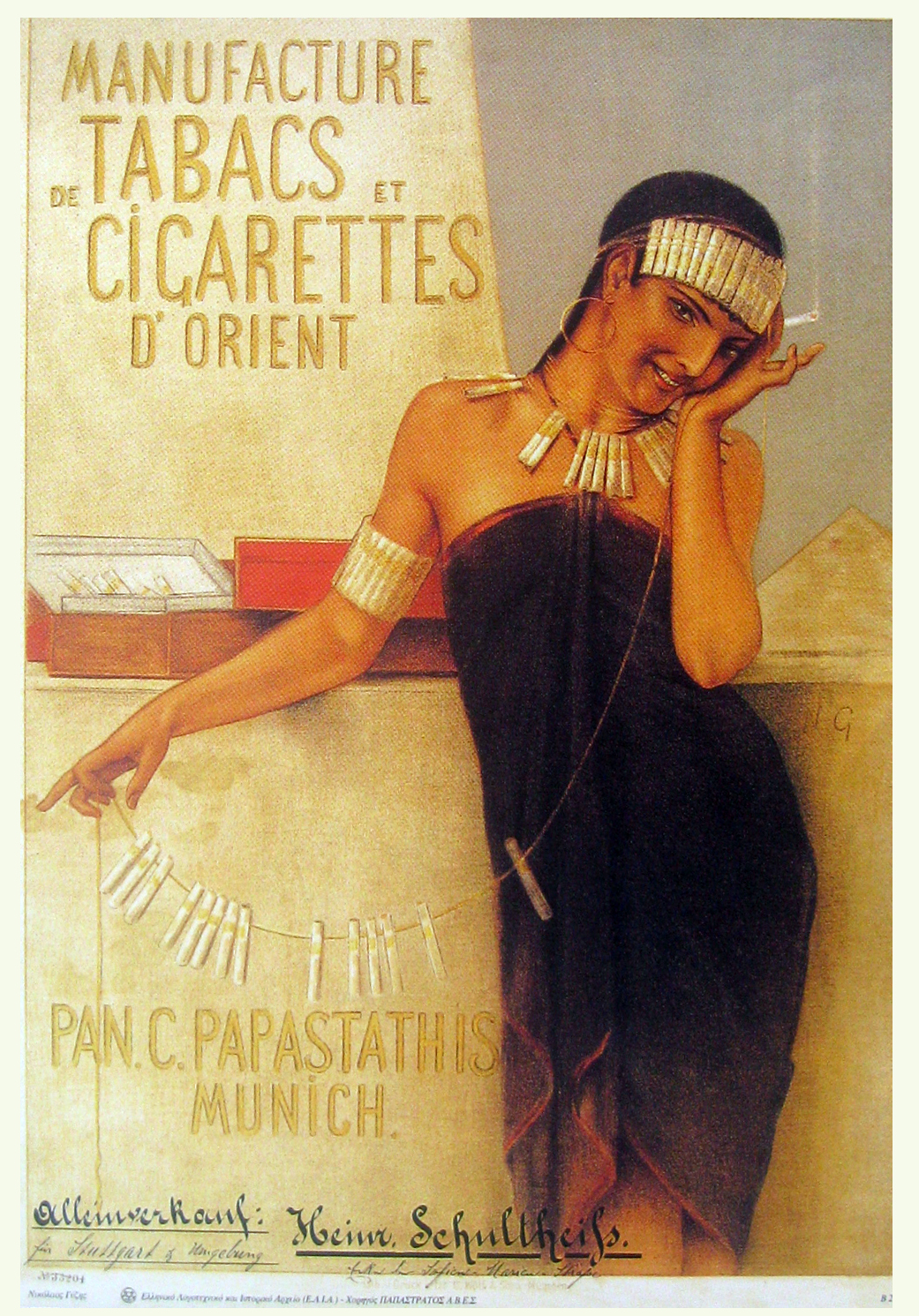
Advertising for a tobacco company

- Category:Nikolaos Gyzis:  - Медиафайлы на Викискладе